# 官庄镇 (潜山市)
官庄镇，是中华人民共和国安徽省安庆市潜山市下辖的一个乡镇级行政单位。

## 行政区划
官庄镇下辖以下地区：
常青社区、平峰村、官庄村、乐平村、日光村、金城村、孔士村、光华村、坛畈村、戈元村、水贵村、西岭村、杨庄村和升旗村。